# Cantagiro
Cantagiro de Ezio Radaelli (it) est un spectacle de variétés itinérant qui se déroule pendant la période d'été en Italie. La soirée conclusive était transmise sur Rai 1.

## Histoire et description
La première édition se déroule en 1962, présentée par Nuccio Costa (it) et l'actrice Dany París (it).
La formule s'inspire du Giro d'Italia de cyclisme, avec une caravane itinérante composée de chanteurs en compétition entre eux, faisant étape dans les villes, dans lesquelles chacun était noté et classé par des jurés populaires locaux choisis parmi le public.
Les chanteurs et les morceaux interprétés sont classés en trois sections
- Girone A, artistes renommés,
- Girone B, nouvelles propositions,
- Girone C introduit en 1966 et 1967, groupes musicaux.

Chaque soir, un vainqueur de l'étape est proclamé, la ville de la dernière étape désignant le vainqueur final de la tournée. 
La finale se déroule en trois soirées, la soirée conclusive étant sur RaiUno.
De 1968 à 1972 la finale se déroule à Recoaro Terme. 
Le succès déclinant, l'organisation s'arrête en 1974.
Les deux dernières éditions furent renommées Cantagiro show.
Par la suite, la formule a été reprise à plusieurs occasions :

### seconde période: 1977 - 1981
Il y a eu une reprise plus modeste en 1977, à laquelle ont participé entre autres : Giuni Russo (alors appelée Junie Russo) qui chantait Mai et Giulietta Sacco dans Dicitincelle (écrite par Alberto Sciotti).Gagne' Nino Minieri avec la chanson VAI VIA CON LUI..
L'année suivante, l'organisateur était Vittorio Salvetti, et parmi les participants, on peut noter Rino Gaetano avec E cantava le canzoni, le duo Juli et Julie avec Rondine, Daniela Davoli avec Mia et Toni Santagata avec Ai lavate punk.
Après une interruption en 1979, une nouvelle reprise se fait en 1980, présentée par Daniele Piombi et diffusée à la télévision. Entre les participants on notera la chanteuse d'origine albanaise, Anna Oxa, avec Controllo totale.
L'année suivante, on note la participation de Gianni Panariello avec Per chi piangere, mais 1982 fut la dernière de cette série, à cause du peu de succès de ces deux dernières éditions.

## Gagnants

### Cantagiro
- Cantagiro 1962:
  - Girone A - Adriano Celentano - Stai lontana da me
  - Girone B - Donatella Moretti - L'abbraccio
- Cantagiro 1963:
  - Girone A - Peppino di Capri - Non ti credo
  - Girone B - Michele - Se mi vuoi lasciare
- Cantagiro 1964:
  - Girone A - Gianni Morandi - In ginocchio da te
  - Girone B - Paolo Mosca - La voglia dell'estate
- Cantagiro 1965:
  - Girone A - Rita Pavone - Lui
  - Girone B - Mariolino Barberis - Il duca della luna
- Cantagiro 1966:
  - Girone A - Gianni Morandi - Notte di ferragosto
  - Girone B - Mariolino Barberis - Spiaggia d'argento
  - Girone C - Equipe 84 - Io ho in mente te
- Cantagiro 1967
  - Girone A - Rita Pavone - Questo nostro amore
  - Girone B - Massimo Ranieri - Pietà per chi ti ama
  - Girone C - The Motowns[1] - Prendi la chitarra e vai
- Cantagiro 1968:
  - Girone A - Caterina Caselli - Il volto della vita
  - Girone B - Showmen - Un'ora sola ti vorrei
- Cantagiro 1969:
  - Girone A - Massimo Ranieri - Rose rosse
  - Girone B - Rossano - Ti voglio tanto bene
- Cantagiro 1970:
  - Girone A - pas de classement
  - Girone B - Paolo Mengoli - Mi piaci da morire
- Cantagiro 1971:
  - Pas de classement
- Cantagiro 1972:
  - Girone A - Pas de classement
  - Girone B - FM2 - Chérie chérie
  - Girone C - Gens (groupe musical) - Per chi
- Cantagiro 1978:
  - Limousine (groupe musical) - Camminerò solo
- Cantagiro 1980:
  - Alex Damiani - Cambierò cambierai

### Nuovo Cantagiro
- Cantagiro 1990:
  - Big: Amedeo Minghi - La vita mia
  - Giovani: Franco Fasano - Il cielo è sempre lì
- Cantagiro 1991:
  - Big: équipe composée de Paola Turci - Dove andranno mai i bambini come noi, Il filo di Arianna, Stringimi stringiamoci, et Tazenda - Disamparados, Nanneddu
  - Facciata A: Francesca Alotta - Chiamata urgente
  - Primo applauso: Giuseppe Clemente - ...e camminare
- Cantagiro 1992:
  - Big: Aleandro Baldi - Il sole
  - Giovani: Cliò - Non siamo angeli
- Cantagiro 1993:
  - Famosi: pas de classement
  - Giovani: Bracco Di Graci - Guardia o ladro

### Cantagiro - Edizione De Carlo
- Cantagiro 2005:
  - Nts+ - Adamo
- Cantagiro 2006:
  - pas de classement
- Cantagiro 2007:
  - Jackson Just - Cerca l'amore
- Cantagiro 2008:
  - Inédits: Yavanna (groupe musical) - Che spettacolo!!!
  - Cover: Katya Miceli - Je t'aime
- Cantagiro 2009:
  - Inédits: Nausicaa - Un altro giorno
  - Cover: Michelle Perera - I'm telling you I'm not going
  - Musique film: Gianluca Buresta - Vivere due volte
- Cantagiro 2010:
  - Inédits: Domenica Varnassa - Caruggiu du Bertu
  - Cover: Giulia D. - Summertime
  - Original Band: Art Studio - Il cielo intorno a me
  - Videoclip: Serena Stanzani -  Dire sempre o dire mai ..
- Cantagiro 2011:
  - Inédits: Jospel - Una stella nascerà
- Cantagiro 2012:
  - Inédits: Valentina Sarappa - Bosso
- Cantagiro 2013:
  - Inédits: Dave Monaco - Pensami - (Luca Angelosanti, Francesco Morettini)
  - catégorie  Cantautori: Martina Rattà, Enrico Borrelli -
- Cantagiro 2013:
  - Il Cantagiro: Giuliana Tecce - La porta
  - Il Cantagiro nel mondo: Monica Soma - It really suits me
  - Auteur compositeur: Sara Borgogni - Come te
  - Interprete: Emanuela Senes - Brivido blu
  - Original Band: Near - Diverso
  - Rapper: Versi Sonori - Mai
  - Liryque Pop: Francesca Vitale - Ma quale amore
  - Prix de la critique : Francesco Simone Batia - L'estate
  - Prix Radio Italia «Années 60»: Lorenzo De Santis - Poesia
  - Prix «  2duerighe »: Sara Pischedda - Io guerriero

## Source de la traduction
- (it) Cet article est partiellement ou en totalité issu de l’article de Wikipédia en italien intitulé « Cantagiro » (voir la liste des auteurs).